# بوكيمون بلاك ان وايت
بوكيمون بيست وشيز أو بلاك اند وايت ( باليابنية :ポケットモンスターベストウイッシュ،! و تعرب الي بوكتو مونستا بيستو وشيش  و ترجمتها الحرفية وحوش الجيب: أطيب التمنيات ) هي سلسلة الرابعة من انمي بوكيمون . تم عرضه لأول مرة في الفترة من 23 سبتمبر 2010 إلى 26 سبتمبر 2013 في اليابان، ومن 12 فبراير 2011 إلى 7 ديسمبر 2013 في الولايات المتحدة. أعلن تلفزيون طوكيو أن هذا موسم سينضم لبطل الرواية الرئيسي آش كيتشوم و صديقه بيكاتشو و صديقته ايريس في منطقة جديدة تدعي منطقة يونوفا أو اشيهشو . كما هو الحال دائمًا، غادرت رفيقة آش السابقة داون وتم استبدالها بفتاة تدعى اِيريس تم الكشف عن وجود ايريس . آش لديه أيضا صديق في هذه السلسلة المعروف باسم كيلان،. فريق روكيت لا يزال في السلسلة، وسيظهر خصوم جدد في شكل نقابة الجريمة فريق بلازما . تيم بلازما يملكان البوكيمونان الأسطوريين الثنائي ريشيريم وزيكروم، على غرار كيف ذهبت الفرق الشريرة الأخرى بعد بوكيمون الأسطوري في مناطقهم.
يتم تصميم مظهر جديداًَ لآش علي غرار لعبة بوكيمون بلاك ان وايت 

## التقسيم الانمي
ينقسم الانمي في النسخة الإنجليزية أو الدولية
لثلاث مواسم مثل السلاسل الاخري
الموسم 14 من الانمي تحت اسم بوكيمون بلاك اند وايت
يشمل الحلقات من الحلقة 663 حتي الحلقة 712 و عدد حلقاته 50 حلقة 
الموسم 15 من الانمي تحت اسم بوكيمون بلاك اند وايت منافسات مصيرية
يشمل الحلقات من الحلقة 713 حتي الحلقة 761 و عدد حلقاته 49 حلقة 
الموسم 16 من الانمي تحت اسم بوكيمون بلاك اند وايت مغامرات في يونوفا
يشمل الحلقات من الحلقة 762 حتي الحلقة 808 و عدد حلقاته 47 حلقة 
بينما ينقسم في النسخة اليابانية الي اركين
الارك الأول تحت اسم بوكيمون بيست وشيز 1
و الارك الثاني تحت اسم بوكيمون بيست وشيز 2

## الشخصيات الرئيسية
- آش كيتشوم أو ساتوشي

هو بطل السلسلة ويسعي ليصبح مدرب بوكيمون ويسافر مع ايريس وكيلان حول منطقة يونوفا لمقابلات بوكيمونات جدد والمشاركة في تحديات جديدة ليصل لهدفه بان يصبح بوكيمون ماستر حيث ظهر في هذا الموسم بملابس جديدة، وقبعة جديدة وأحذية رياضية جديدة، يرتدي قبعة حمراء وبيضاء مرسوم عليها كرة بوكيمون زرقاء، يرتدي سترة زرقاء وبيضاء مع سحاب ذهبي، جينز فضفاض أسود، وقفازات أصابع سوداء مع حدود حمراء وأحذية رياضية حمراء طويلة 
- ايريس (ス イ リ ス Airisu) ينطق اسمها في اليابانية ايليسو

فتاة من منطقة يونوفا من مدينة التنانين وهي رفيقة آش وكيلان في السفر وهي
ذات شعر أرجواني منتفخ يصل شعرها لطول الركبة في شكل ذيل حصان ضخم مع اثنين من أسلاك التوصيل المصنوعة وعينينها بنيتين وبشرتها داكنة . ترتدي قميصًا بلون ابيض مصفر مع طوق وردي وأساور، وتنورة وردية مع شريط كبير، طماق بيضاء بلون أصفر في نهاية الساقين وأحذية وردية وبيضاء بأشرطة صفراء.
ايريس فتاة برية لأنها تحب التأرجح على الكروم وتناول التوت . تظهر أنها فخورة بدورها كمدربة بوكيمون، كما هو موضح عندما أخفق آش في التقاط بوكيمون وتصفه بأنه طفل صغير. انها تشبه إلى حد بعيد ميستي لكنها تبدو أكثر حيوية. لديها حلم أن تصبح أعظم دراغون ماستر وتعتقد أن التنين جيد. مثل التنين، وهي تخاف من البوكيمونات الجليدية 
- كيلان أو سيلان デント Dento ينطق اسمه في اليابانية دينتو

إنه شاب طويل القامة ونحيل وله شعر أخضر مائل إلى الخلف مع خصل رباعي الأضلاع عيونه خضراء. يرتدي قميصًا أبيض بأكمام طويلة أسفل صدرية سوداء مع زرين كبيرين من الذهب. كما يرتدي بنطالًا أسودًا مستقيمًا مع حزام أسود، وأحذية بني مسطحة مع أبازيم ذهبية كما يفعل إخوته. كما أنه يرتدي ربطة عنق خضراء تتوافق مع شعره ولون العين ويحب البوكيمونات العشبية
سيلان هو صبي غريب الأطوار رائعة. إنه يستمتع بتعقيدات الحياة، مما يجعله مبتهجًا بجميع أجزائه تقريبًا في الأنيمي. و لديه
عبارة مميزة «يجب علينا دوماً تقييم الوقت!» 